# Parti pour la démocratie (Chili)
 (février 2017).
Si vous disposez d'ouvrages ou d'articles de référence ou si vous connaissez des sites web de qualité traitant du thème abordé ici, merci de compléter l'article en donnant les références utiles à sa vérifiabilité et en les liant à la section « Notes et références ».
Le Parti pour la démocratie (en espagnol : Partido por la democracia PPD) est un parti politique chilien d'orientation sociale-libérale fondé par Ricardo Lagos en 1987. 
Le PPD est membre de l'Internationale socialiste et de la COPPPAL.
Le PPD est un parti pivot au sein de la Concertation des partis pour la démocratie qui a joué un rôle déterminant dans l'alliance politique liant le parti démocrate-chrétien du Chili au parti socialiste du Chili dont il est issu.

## Historique
Le PPD est fondé en décembre 1987 à la veille du référendum chilien de 1988 par lequel le général Pinochet comptait se maintenir pour huit années supplémentaires au pouvoir.
Contrairement au parti démocrate-chrétien du Chili, toléré par la dictature militaire chilienne depuis le début des années 1980, les partis de gauche liés au marxisme et au socialisme n'avaient jamais été légalisés. Des socialistes modérés, dont Ricardo Lagos, décident alors de fonder, en vue du plébiscite, un parti qui serait une vitrine légale de la faction modérée du parti socialiste chilien. Il devient alors avec le PDC l'un des deux partis légaux d'opposition au régime militaire et à la prorogation du mandat présidentiel d'Augusto Pinochet.
La légalisation de l'ensemble des partis politiques par la junte puis le retour à la démocratie ne mettent pourtant pas fin à l'existence du PPD qui enregistre alors de bons scores électoraux. Lagos décide de continuer avec cette expérimentation institutionnelle bien que se maintienne une double appartenance politique entre le PS et le PPD. À partir de 1997, la double appartenance n’est cependant plus permise et les liens organiques avec le PS sont rompus.
En 2005, il a soutenu la candidature de la socialiste Michelle Bachelet qui se présentait au titre de la Concertation des partis pour la démocratie et a été élue présidente de la République. Aux élections législatives de la même année, le PPD a obtenu 15,44 % des voix, faisant ainsi élire 22 députés et trois sénateurs.

## Caractéristiques
Le PPD est un parti dont l'électorat est l'un des plus jeunes du Chili au côté de celui de l'Union démocrate indépendante. En 1987, l’âge moyen des militants est de 26 ans. Son image contraste avec celle du reste de la gauche politique marquée par les années 1960 et 1970. Son iconographie diffère et son programme n'évoque aucune nostalgie, même pas celui des luttes sociales. Lors de la campagne référendaire de 1988, le PPD met l'accent sur ses affiches de campagne sur la jeunesse, présentant des couples qui s'embrassent ou des adolescents montrant leur majeur avec espièglerie sous un No.
Par la suite, l'iconographie du PPD évolue peu mais en appelle à Superman, Batman et Robin dans l'une de ses publicités promotionnelles.
Le PDD rend hommage à Salvador Allende, mais il est idéologiquement proche d'Anthony Giddens et de Tony Blair.
Le parti affiche une idéologie sociétalement libérale, en faveur du mariage gay et du divorce. Il défend également la laïcité.

## Dirigeants
Pepe Auth, président de 2006 à 2009, est élu député en décembre 2009 et le demeure jusqu'en 2022.